# Vian
Vian és un poble dels Estats Units a l'estat d'Oklahoma. Segons el cens del 2000 tenia 1.362 habitants.

## Demografia
Segons el cens del 2000, Vian tenia 1.362 habitants, 503 habitatges, i 339 famílies. La densitat de població era de 657,3 habitants per km².
Dels 503 habitatges en un 35,4% hi vivien nens de menys de 18 anys, en un 44,3% hi vivien parelles casades, en un 17,9% dones solteres, i en un 32,6% no eren unitats familiars. En el 30,2% dels habitatges hi vivien persones soles el 14,9% de les quals corresponia a persones de 65 anys o més que vivien soles. El nombre mitjà de persones vivint en cada habitatge era de 2,49 i el nombre mitjà de persones que vivien en cada família era de 3,1.
Per edats la població es repartia de la següent manera: un 28,6% tenia menys de 18 anys, un 7,2% entre 18 i 24, un 25,5% entre 25 i 44, un 19,9% de 45 a 60 i un 18,9% 65 anys o més.
L'edat mediana era de 36 anys. Per cada 100 dones de 18 o més anys hi havia 76,9 homes.
La renda mediana per habitatge era de 18.264 $ i la renda mediana per família de 24.167 $. Els homes tenien una renda mediana de 26.731 $ mentre que les dones 16.806 $. La renda per capita de la població era de 10.471 $. Entorn del 28,2% de les famílies i el 35,6% de la població estaven per davall del llindar de pobresa.

## Poblacions més properes
El següent diagrama mostra les poblacions més properes.